# Tagounits
Tagounits (en kabyle : Tagnitt) est un village kabyle de la commune algérienne d'Aït Yahia dans la wilaya de Tizi-Ouzou en Algérie.

## Géographie

### Localisation
Le village de Tagounits est situé au nord du territoire de la commune d'Aït Yahia, sur la RN 71, un axe routier qui traverse le village de part en part, à 10 km au nord de la ville d'Ain El Hammam et à 22 km au sud de la ville d'Azazga.

### Hameaux
Tagounits compte quatre grands hameaux :
- Tagounits (Tagnitt ou Taddart-Ufella en kabyle), à 767 m d'altitude ;
- Taguemout (Tagemut en kabyle), à 695 m d'altitude ;
- Tifighout (Tifiɣut en kabyle), à 612 m d'altitude ;
- Abdoun (Ɛebdun en kabyle), à 646 m d'altitude.

## Toponymie
Tagounits est le terme kabyle désignant un petit plateau, au sens géographique.

## Démographie
Le village de Tagounits compte quelque 4 000 habitants[réf. nécessaire].

## Patrimoine
Une découverte de vestiges archéologiques attribués à la période numide a eu lieu à Tagounits en 2001.

## Galerie

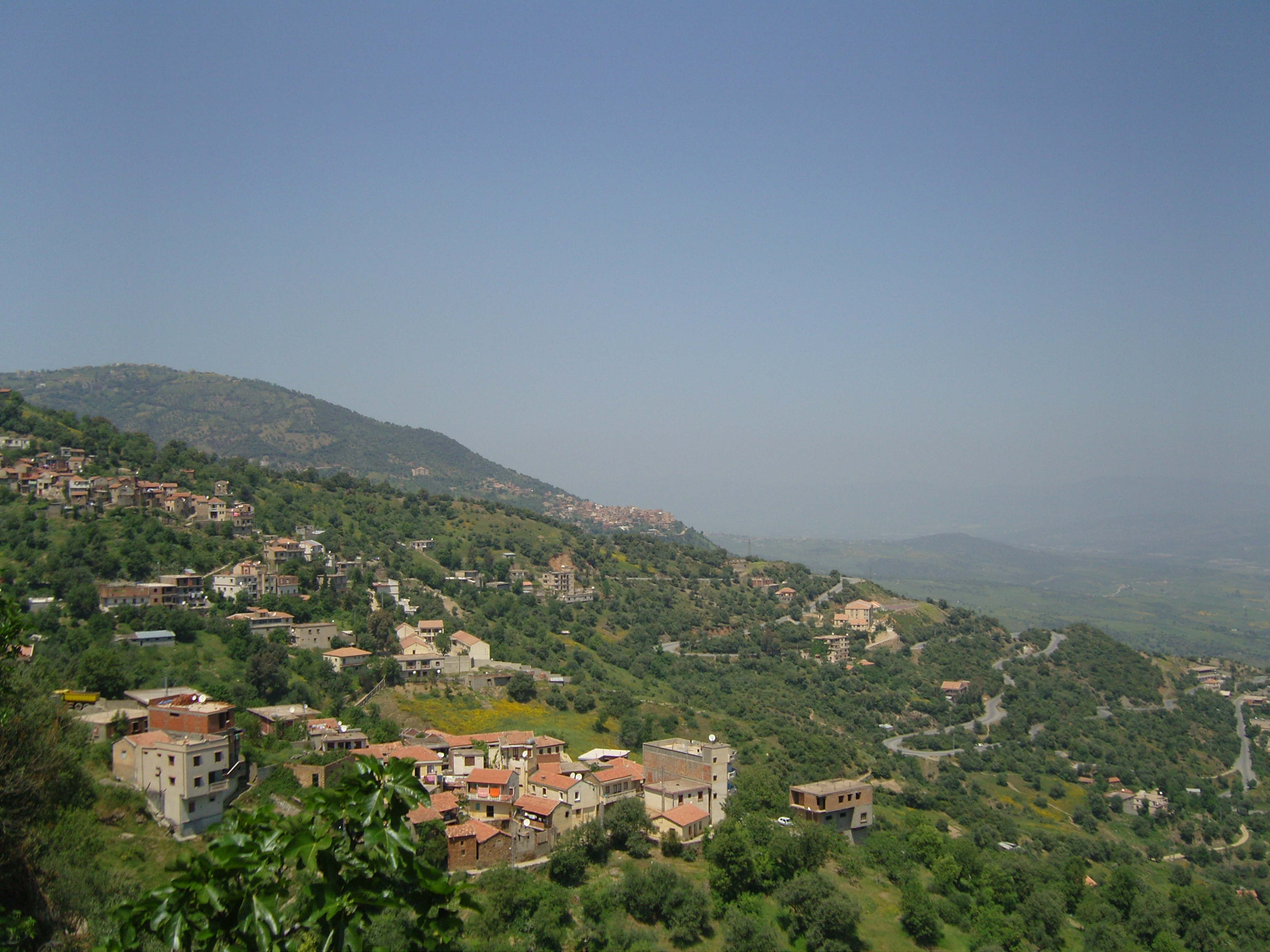
Vues d'Abdoun et de Taguemount.
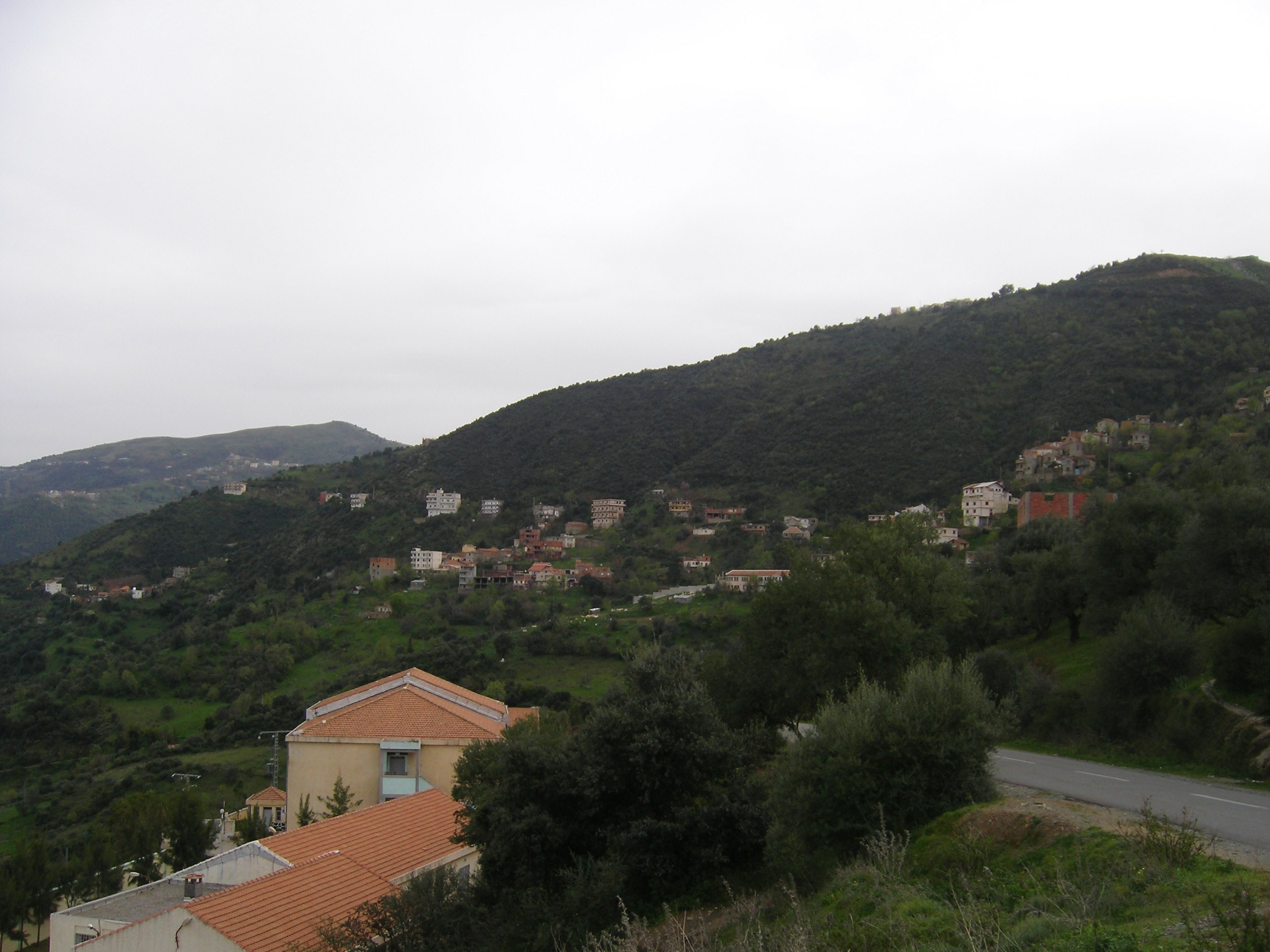
Vue des hameaux de Tifighout, d'Abdoun et de Taguemout.
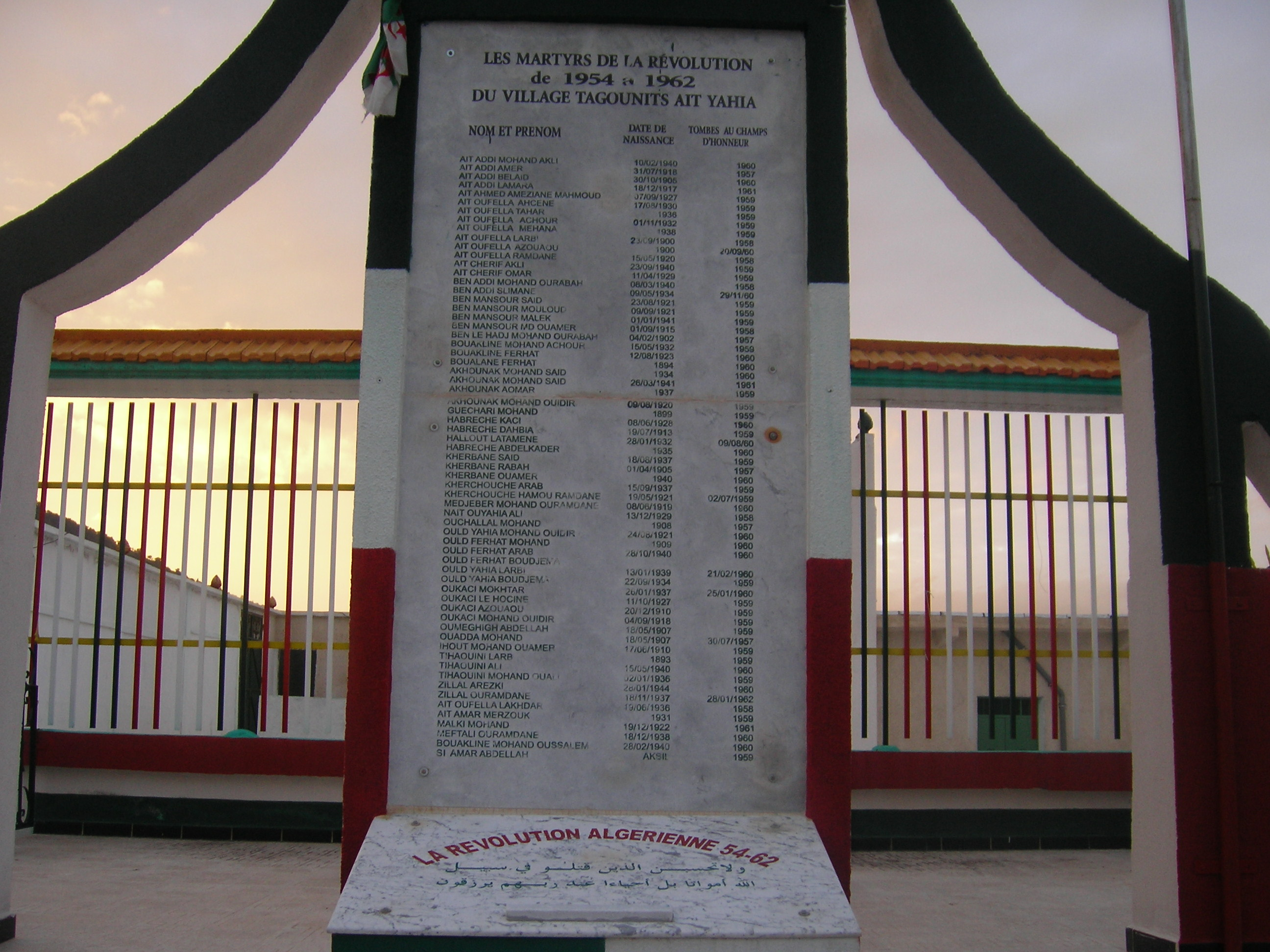
Monument aux morts de Tagounits.